# Saffron Walden
Saffron Walden ist eine Market Town mit knapp 15.000 Einwohnern im District Uttlesford in der Grafschaft Essex in England.

## Lage und Klima
Die Stadt befindet sich am Fluss Cam 24 km (Fahrtstrecke) südlich von Cambridge bzw. ca. 80 km nördlich von London in einer Höhe von ca. 55 m. Das Klima wird in hohem Maße von der ca. 60 km (Luftlinie) entfernten Nordsee beeinflusst, Regen (ca. 700–800 mm/Jahr) fällt übers Jahr verteilt.

## Geschichte
Die Gegend um Saffron Walden wurde schon in der Bronzezeit besiedelt. Nach dem Rückzug der Römer aus Britannien entstand eine angelsächsische Gemeinde, im 12. Jahrhundert wurden eine Steinkirche, das Schloss und die nahegelegene Walden Abbey gebaut. Zu dieser Zeit wurde auch der Markt für die Gegend von Newport nach Saffron Walden verlegt. Die wichtigste Handelsware im Mittelalter war Wolle. Ab dem 16. Jahrhundert gewann der Anbau von Safrankrokussen in der Gegend stark an Bedeutung.
Die Pflanze war sehr wertvoll, da aus den Stempeln der Blüten Safran gewonnen wurde, der im Mittelalter als Arzneimittel, Gewürz, Parfüm und sogar zum Färben von Stoffen verwendet wurde. Durch den Safrananbau bekam Saffron Walden seinen heutigen Namen. Ende des 18. Jahrhunderts war der Bedarf an Safran nicht mehr so hoch und der Anbau wurde nach und nach durch Gerste ersetzt.
Am 26. Dezember 1969 forderte ein Feuer im Hotel Rose and Crown, welches aus dem 15. Jahrhundert stammte, 11 Todesopfer.

## Sehenswürdigkeiten
- St Mary the Virgin, die größte Pfarrkirche in Essex, stammt größtenteils aus dem 15. Jahrhundert. Der heutige Turmaufbau wurde im Jahre 1832 fertiggestellt und ist mit einer Höhe von 193 Fuß (59 m) der höchste in Essex.
- Darüber hinaus findet man hier auch noch die Ruinen des Walden Castle aus dem 12. Jahrhundert, das von Geoffrey de Mandeville, 1. Earl of Essex entweder gebaut oder zumindest erweitert wurde.
- In der Nähe befindet sich das größte erhaltene Rasenlabyrinth in England mit einem Durchmesser von 100 Fuß.

Umgebung
- Sehenswert ist auch Audley End House, ca. 1,5 km westlich, ein im 12. Jahrhundert als Benediktinerabtei gegründetes Herrenhaus.

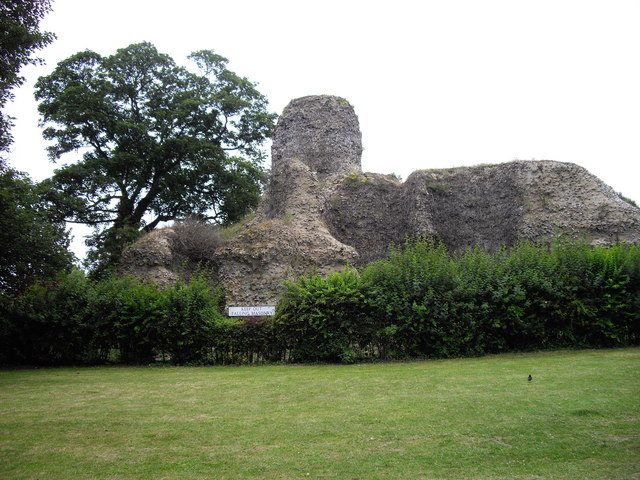
Ruinen des Walden Castle
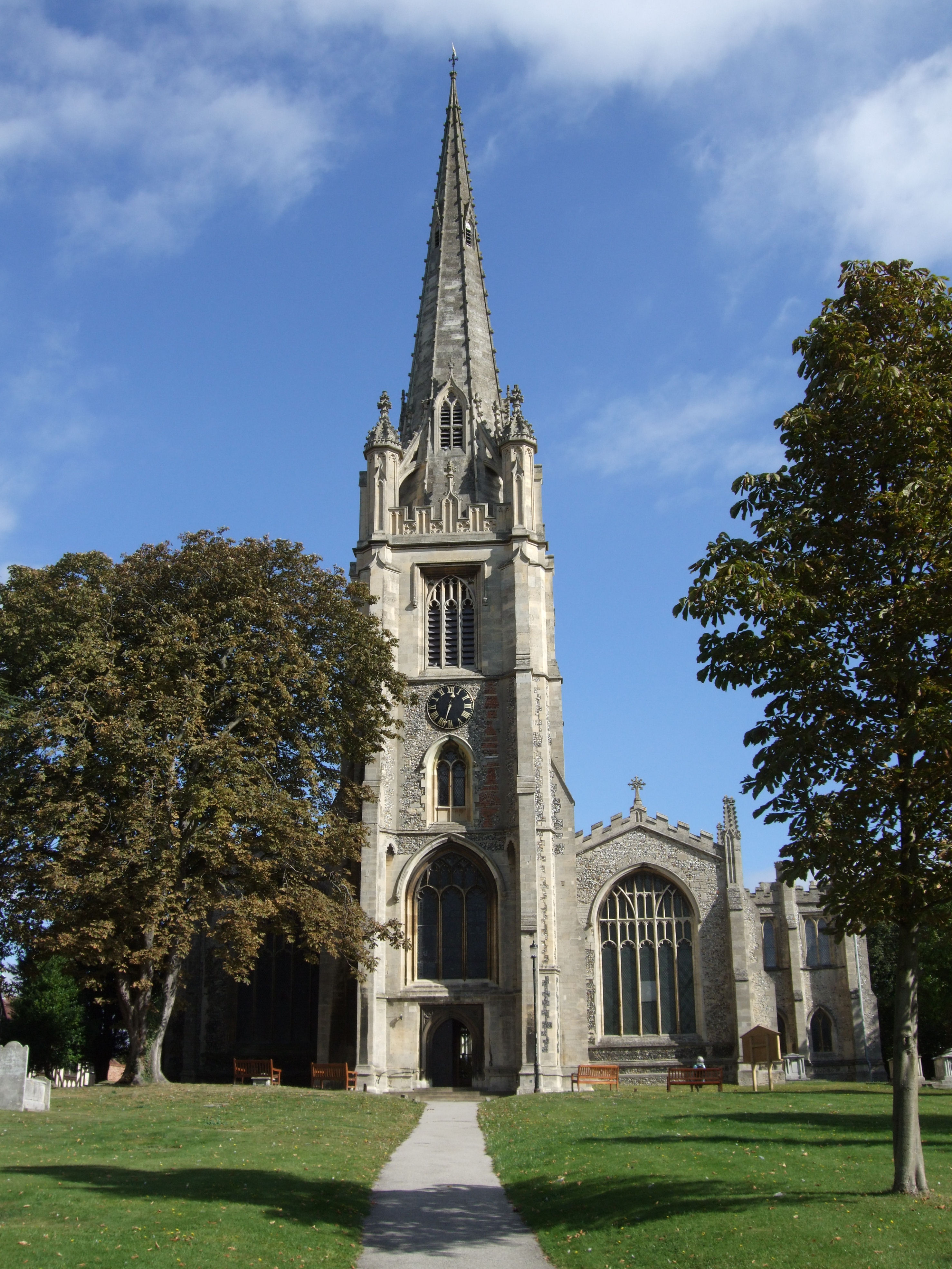
St. Mary’s Church
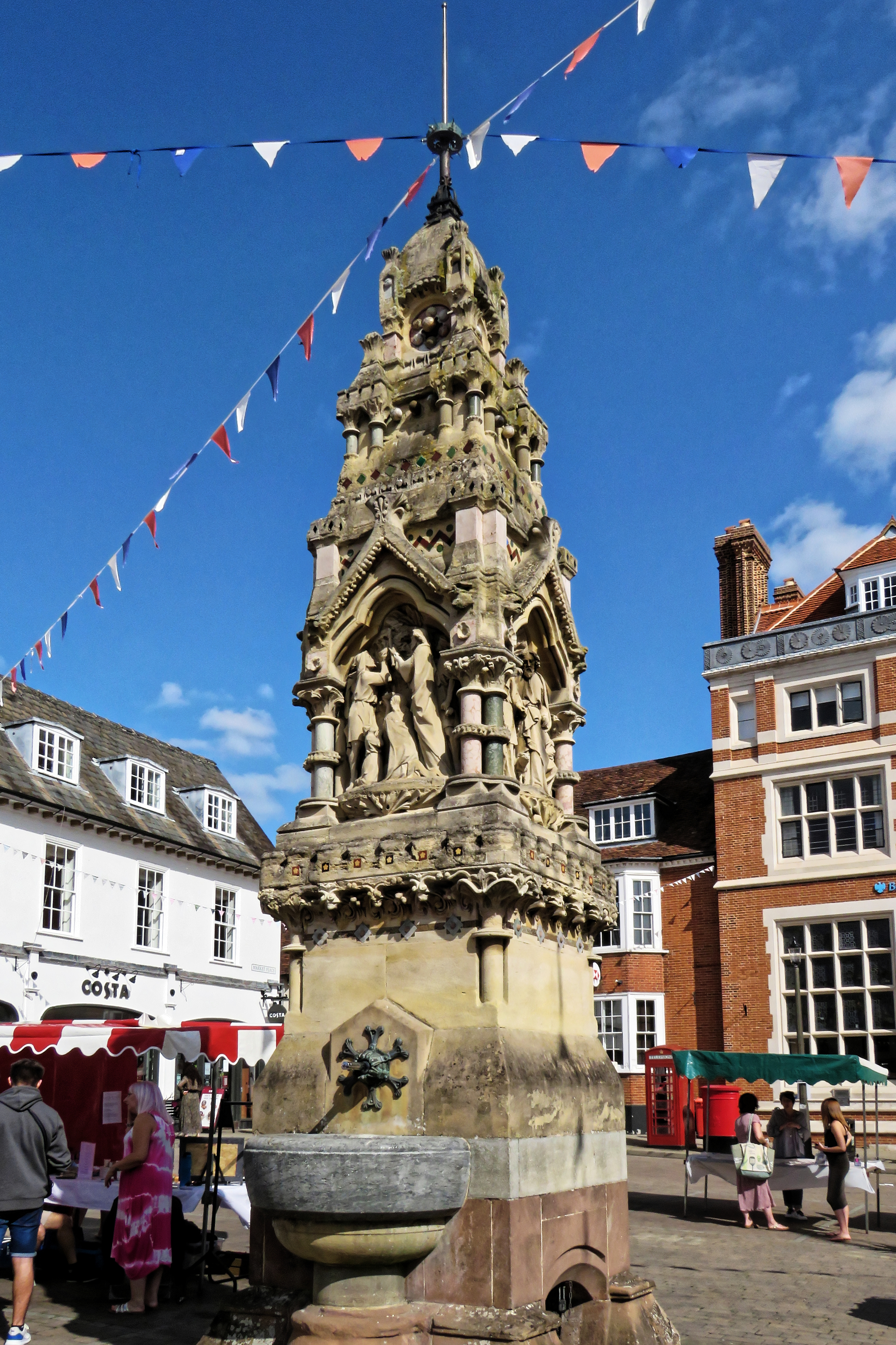
Marktplatz

## Städtepartnerschaften
Saffron Walden unterhält seit 1986 eine Städtepartnerschaft mit Bad Wildungen in Hessen.

## Persönlichkeiten
- Thomas Smith (1513–1577), Gelehrter, Diplomat, Staatsmann und Professor des Zivilrechts
- William Bird (1560/61–1624), Politiker und Jurist